# Dezoxiriboză
Dezoxiriboza (denumirea completă este 2-dezoxiriboză) este o monozaharidă. După cum indică și numele său, este derivată de la o moleculă de riboză care a pierdut un atom de oxigen în poziția 2. 
Dezoxiriboza a fost descoperită în anul 1929 de către Phoebus Levene.

## Structură
Se poate scrie o formulă generală de forma H−(C=O)−(CH2)−(CHOH)3−H, pentru care există mai mulți izomeri, dar pentru 2-dezoxiriboză toate grupele hidroxil se află de aceeași parte a catenei în proiecția Fischer. Termenul de „2-dezoxiriboză” poate face referire astfel la oricare dintre cei doi enantiomeri: D-2-dezoxiriboza, cu importanță biologică importantă, și imaginea sa în oglindă, L-2-dezoxiriboza. D-2-dezoxiriboza este un precursor al acidului nucleic ADN. 
În soluție apoasă, dezoxiriboza există în mare parte ca un amestec de trei forme structurale: forma liniară, H−(C=O)−(CH2)−(CHOH)3−H și cele două forme ciclice, dezoxiribofuranoza ("C3′-endo", ciclu pentaatomic) și dezoxiribopiranoza ("C2′-endo", ciclu hexaatomic). Cea din urmă formă este predominantă. 

Echilibrul chimic al formelor dezoxiribozei în soluție apoasă

## Importanță biologică
Rolul deosebit de important al 2-dexoribiozei provine de la faptul că este un component al acidului dezoxiribonucleic.